# چهار پر (فیلم ۱۹۷۸)
چهار پر (انگلیسی: The Four Feathers) یک تله‌فیلم به کارگردانی دان شارپ محصول سال ۱۹۷۸ است.
این تله‌فیلم در ۱ ژانویه ۱۹۷۸ در شبکه ان‌بی‌سی پخش شده‌است.